# Матейче
Мате́йче (мак. Матејче) — село у Північній Македонії, входить до складу общини Липково Північно-Східного регіону.
Населення — 3394 особи (перепис 2002) в 666 господарствах.